# Pannemaker

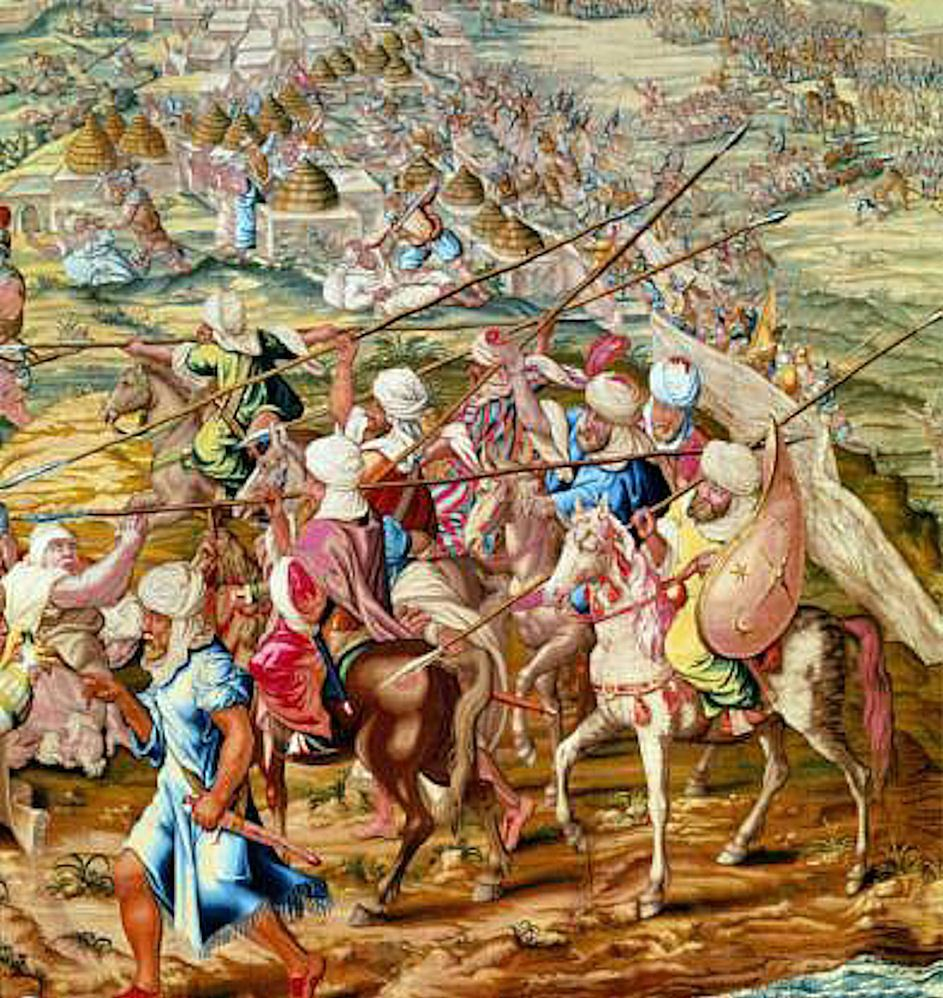
Particolare dell'arazzo La conquista di Tunisi del 1535, opera di Willem de Pannemaeker

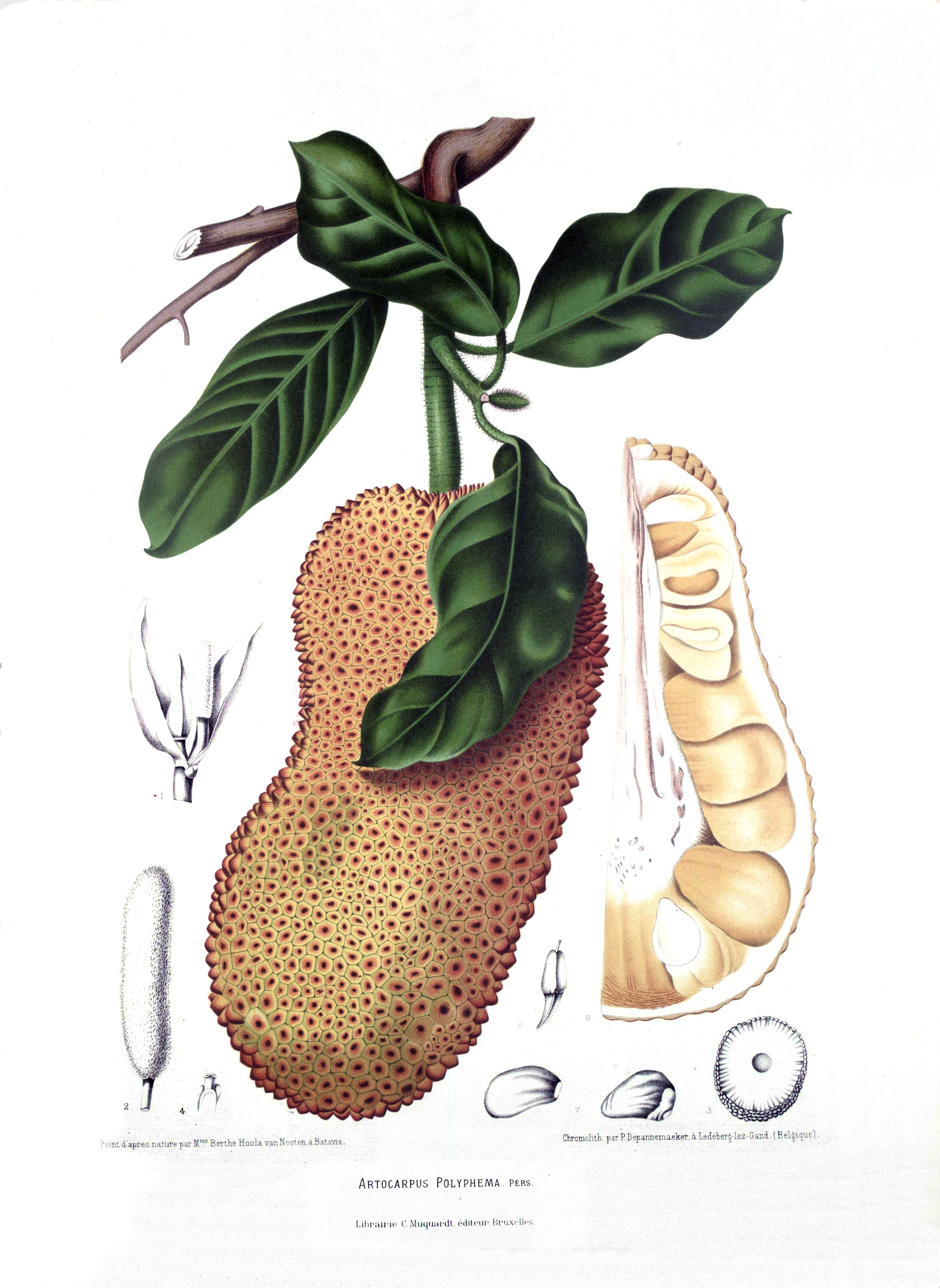
Artocarpus integer, litografato da Pieter de Pannemaeker

La famiglia dei de Pannemaeker o de Pannemaker fu una dinastia di tessitori ed arazzieri dei Paesi Bassi meridionali, corrispondenti approssimativamente all'odierno Belgio.
Pieter de Pannemaeker (fl. 1517–32), lavorante originario di Bruxelles, era un celebrato tessitore che, già alla sua epoca, creò delle opere intessute in fili d'oro e d'argento per diverse casate di rilievo. Nel 1520, Pieter de Pannemaeker commissionò all'artista Bernard van Orley di realizzare i cartoni per il suo laboratorio di tessitura. Pannemaeker fu arazziere di corte di Margherita d'Austria, reggente dei Paesi Bassi, che gli commissionò una Passione di Cristo in quattro arazzi che vennero poi presentati per la cerimonia di abdicazione dell'imperatore Carlo V.
Nel 1527, Pieter de Pannemaeker e van Orley vennero trascinati davanti al tribunale dell'Inquisizione di Lovanio per aver presenziato alle prediche dei sermoni del predicatore luterano Claes van der Elst. Pieter, riconosciuto colpevole, venne dapprima privato dei propri incarichi, ma se la cavò in seguito col pagamento di una multa e nel 1532 ottenne l'importante commissione di produrre arazzi per Francesco I di Francia. Il figlio di Pieter, Willem (1514–1581), divenne una figura influente nell'industria arazziera dell'epoca, in quanto molti dei suoi marchi si trovano in lavori poi acquistati dagli Asburgo tra gli anni '40 e '60 del Cinquecento. Per i cartoni delle sue opere, si servì di Jan Cornelisz Vermeyen con cui Willem produsse la Conquista di Tunisi in dodici pezzi per l'imperatore Carlo V, creati tra il 1546 ed il 1554. Tra i suoi patroni vi furono il cardinale Granvelle ed il III duca d'Alba. La sua ricchezza gli permise di acquistare la proprietà dei van Aelst nel 1560.
Erasmus de Pannemaker (fl.1644–77) aprì due botteghe nella sola Bruxelles. La sua opera più importante può sicuramente essere rappresentata dalla Storia di Roma. Il fratello di Erasmus, Francois (m. a Lilla nel 1700), collaborò anche con la prestigiosa Manifattura dei Gobelins di Parigi prima di insediarsi a Lilla.
Ancora nel XIX secolo, quando il Belgio era uno dei centri per le pubblicazioni botaniche internazionali, la famiglia Pannemaeker si distinse sotto Pieter con la produzione di circa 3000 illustrazioni per libri di botanica e periodici dell'epoca come Flore des Serres et des Jardins de l'Europe e Lindenia. Questi ricevette la croce di cavaliere dell'Ordre du Mérite Agricole dal governo francese nel 1886 per i suoi contributi alla scienza botanica ed all'orticultura.